# Gran Premio de España de Motociclismo de 1973
El Gran Premio de España de Motociclismo de 1973 fue la decimosegunda prueba de la temporada 1973 del Campeonato Mundial de Motociclismo. El Gran Premio se disputó el 22 y 23 de septiembre de 1973 en el Circuito del Jarama.

## Resultados 500cc
En la categoría reina, Phil Read confirmó porqué había sido el más rápido en los entrenamientos venciendo en la carrera. Eso sí, el inglés fue superado por el suizo Bruno Kneubühler y llegó a tener una desventaja de 14 segundos del suizo por problemas en el engrase de una bujía. Pero, cuando desaparecieron esos problemas, Read empezó a remontar terreno y consiguió superar al Kneubühler en el último kilómetro.
| Pos.    | Piloto               | Equipo    | Tiempo       | Pts. |
| ------- | -------------------- | --------- | ------------ | ---- |
| 1       | Phil Read            | MV Agusta | 1h 10' 27" 5 | 15   |
| 2       | Bruno Kneubühler     | Yamaha    | +0" 5        | 12   |
| 3       | Werner Giger         | Yamaha    | +17" 3       | 10   |
| 4       | Chas Mortimer        | Yamaha    | +36" 3       | 8    |
| 5       | Marcel Ankoné        | Yamsel    | +40" 7       | 6    |
| 6       | Bosse Granath        | Husqvarna | +1' 35" 3    | 5    |
| 7       | Alex George          | Yamaha    | +1 Vuelta    | 4    |
| 8       | Kurt-Ivan Carlsson   | HM        | +1 Vuelta    | 3    |
| 9       | Jean-Paul Boinet     | Kawasaki  | +1 Vuelta    | 2    |
| 10      | Børge Nielsen        | Yamaha    | +1 Vuelta    | 1    |
| 11      | Lois With            | Kawasaki  | +1 Vuelta    |      |
| Ret     | Lothar John          | Suzuki    | Ret          |      |
| Ret     | Werner Schmied       | Yamaha    | Ret          |      |
| Ret     | Gianfranco Bonera    | Yamaha    | Ret          |      |
| Ret     | Werner Bergold       | Kawasaki  | Ret          |      |
| Ret     | Jack Findlay         | Suzuki    | Ret          |      |
| Ret     | Mario Lega           | Yamaha    | Ret          |      |
| Ret     | Rod Tingate          | Yamaha    | Ret          |      |
| Ret     | János Drapál         | Yamaha    | Ret          |      |
| Ret     | Sven-Olov Gunnarsson | Kawasaki  | Ret          |      |
| Ret     | Gyula Marsovszky     | Yamaha    | Ret          |      |
| Ret     | Adolf Schneider      | Yamaha    | Ret          |      |
| Ret     | Bohumil Staša        | Yamaha    | Ret          |      |
| Ret     | Charlie Dobson       | Yamaha    | Ret          |      |
| Ret     | Christian Bourgeois  | Yamaha    | Ret          |      |
| Ret     | Paul Eickelberg      | König     | Ret          |      |
| Ret     | Etienne Delamarre    | Yamaha    | Ret          |      |
| Ret     | Steve Ellis          | Yamaha    | Ret          |      |
| Ret     | Piet van der Wal     | Yamaha    | Ret          |      |
| Ret     | Alois Maxwald        | Rotax     | Ret          |      |
| Ret     | Guido Mandracci      | Suzuki    | Ret          |      |
| Ret     | Billie Nelson        | Yamaha    | Ret          |      |
| Ret     | Eric Offenstadt      | Kawasaki  | Ret          |      |
| Fuente: |                      |           |              |      |

## Resultados 350cc
En la carrera de 350cc, destacan las ausencias del camopeón de la categoría, Giacomo Agostini (lesionado desde el Gran Premio de las Naciones), Phil Read y Teuvo Länsivuori, que se rompió un brazo en los entrenamientos. De esta carrera descafeinada, salió victorioso el brasileño Eduardo Celso-Santos, que venció por delante del británico Billie Nelson y del francés Patrick Pons.
| Pos.    | Piloto               | Equipo          | Tiempo       | Pts. |
| ------- | -------------------- | --------------- | ------------ | ---- |
| 1       | Eduardo Celso-Santos | Yamaha          | 1h 06' 49" 1 | 15   |
| 2       | Billie Nelson        | Yamaha          | +12" 3       | 12   |
| 3       | Patrick Pons         | Yamaha          | +56" 4       | 10   |
| 4       | Kurt-Ivan Carlsson   | Yamaha          | +1' 19" 7    | 8    |
| 5       | Alex George          | Yamaha          | +1' 30" 2    | 6    |
| 6       | Philippe Coulon      | Yamaha          | +1' 46" 8    | 5    |
| 7       | Ingemar Larsson      | Yamaha          |              | 4    |
| 8       | János Reisz          | Yamaha          |              | 3    |
| 9       | Gyula Marsovszky     | Yamaha          |              | 2    |
| 10      | Børge Nielsen        | Yamaha          |              | 1    |
| 11      | Adolf Schneider      | Yamaha          |              |      |
| Ret     | Michel Rougerie      | Harley-Davidson | Ret          |      |
| Ret     | John Dodds           | Yamaha          | Ret          |      |
| Ret     | Werner Pfirter       | Yamaha          | Ret          |      |
| Ret     | Víctor Palomo        | Yamaha          | Ret          |      |
| Ret     | Bo Granath           | Yamaha          | Ret          |      |
| Fuente: |                      |                 |              |      |

## Resultados 250cc
En el cuarto de litro, victoria del australiano John Dodds por delante de Bruno Kneubühler, que sumaba su tercer podio en este Gran Premio después de los conseguidos en 500 y 50cc en la jornada del sábado. Chas Mortimer cerraba el podio mientras que el ídolo local, Ángel Nieto llegó a rodar segundo con su Derbi pero el motor le falló en la décima vuelta.
| Pos.    | Piloto               | Equipo          | Tiempo    | Pts. |
| ------- | -------------------- | --------------- | --------- | ---- |
| 1       | John Dodds           | Yamaha          | 1.02.18.2 | 15   |
| 2       | Bruno Kneubühler     | Yamaha          | 1.02.39.7 | 12   |
| 3       | Chas Mortimer        | Yamaha          | 1.03.01.1 | 10   |
| 4       | Werner Pfirter       | Yamaha          | 1.03.19.8 | 8    |
| 5       | Werner Giger         | Yamaha          | 1.03.23.1 | 6    |
| 6       | Michel Rougerie      | Harley-Davidson | 1.03.23.3 | 5    |
| 7       | Hans Müller          | Yamaha          | 1.03.29.9 | 4    |
| 8       | Ingemar Larsson      | Yamaha          | 1 Vuelta  | 3    |
| 9       | Pentti Salonen       | Yamaha          | 1 Vuelta  | 2    |
| 10      | André Nuño           | Yamaha          | 1 Vuelta  | 1    |
| 11      | Börje Jansson        | Yamaha          | 1 Vuelta  |      |
| 12      | Björn Carlson        | Yamaha          | 1 Vuelta  |      |
| 13      | Fosco Giansanti      | Yamaha          | 1 Vuelta  |      |
| 14      | Klaus Leonhardt      | Yamaha          | 1 Vuelta  |      |
| 15      | Víctor Palomo        | Yamaha          | 1 Vuelta  |      |
| 16      | Juan Bordons         | Yamaha          | 1 Vuelta  |      |
| Ret     | Claude Ben El Hadj   | Yamaha          | Ret       |      |
| Ret     | Jos Schurgers        |                 | Ret       |      |
| Ret     | Steve Ellis          |                 | Ret       |      |
| Ret     | Ángel Nieto          | Derbi           | Ret       |      |
| Ret     | Eduardo Celso-Santos | Yamaha          | Ret       |      |
| Fuente: |                      |                 |           |      |

## Resultados 125cc
En el octavo de litro, el británico Chas Mortimer consigue una sorprendente victoria por delante del español Ángel Nieto. Los dos pilotos protagonizaron un gran duelo pero el zamorano se pasó de frenada en la última curva de meta para servir el triunfo al británico.
| Pos.    | Piloto            | Moto        | Tiempo   | Pts. |
| ------- | ----------------- | ----------- | -------- | ---- |
| 1       | Chas Mortimer     | Yamaha      | 55.39.6  | 15   |
| 2       | Ángel Nieto       | Morbidelli  | 55.54.9  | 12   |
| 3       | Börje Jansson     | Maico       | 56.31.1  | 10   |
| 4       | Eugenio Lazzarini | Piovaticci  | 57.09.9  | 8    |
| 5       | Seppo Kangasniemi | Maico       | 1 Vuelta | 6    |
| 6       | Jos Schurgers     | Bridgestone | 1 Vuelta | 5    |
| 7       | Pentti Salonen    | Yamaha      | 1 Vuelta | 4    |
| 8       | Ingemar Bengtsson | Yamaha      | 1 Vuelta | 3    |
| 9       | Aldo Pero         | Yamaha      | 1 Vuelta | 2    |
| 10      | János Reisz       | MZ          | 1 Vuelta | 1    |
| 11      | Leif Rossell      | Maico       | 1 Vuelta |      |
| 12      | Mario Francini    | Yamaha      | 1 Vuelta |      |
| 13      | Josef Kullmer     | Yamaha      | 1 Vuelta |      |
| Ret     | Etienne Delamarre | Yamaha      | Ret      |      |
| Ret     | Henk van Kessel   | Yamaha      | Ret      |      |
| Ret     | Pierre Metzger    | Yamaha      | Ret      |      |
| Fuente: |                   |             |          |      |

## Resultados 50cc
En la categoría menor cilindrada, el holandés Jan de Vries volvió a demostrar su gran dominio en esta categoría con la quinta victoria de la temporada en su palmarés. En esta carrera, tampoco tuvo mucha oposición más que la de Bruno Kneubühler, que repitió podio en este Gran Premio.
| Pos.    | Piloto               | Moto     | Tiempo    | Pts. |
| ------- | -------------------- | -------- | --------- | ---- |
| 1       | Jan de Vries         | Kreidler | 35.02.1   | 15   |
| 2       | Bruno Kneubühler     | Kreidler | 35.17.7   | 12   |
| 3       | Henk van Kessel      | Kreidler | 36.36.7   | 10   |
| 4       | Gerhard Thurow       | Kreidler | 36.37.9   | 8    |
| 5       | Theo Timmer          | Jamathi  | 1 Vuelta  | 6    |
| 6       | Jan Huberts          | Kreidler | 1 Vuelta  | 5    |
| 7       | Herbert Rittberger   | Kreidler | 1 Vuelta  | 4    |
| 8       | Leif Gustafsson      | Monark   | 1 Vuelta  | 3    |
| 9       | Leif Rosell          | Jamathi  | 1 Vuelta  | 2    |
| 10      | Ricardo Tormo        | Derbi    | 1 Vuelta  | 1    |
| 11      | Ingemar Bengtsson    | Monark   | 1 Vuelta  |      |
| 12      | Aldo Pero            | Ringhini | 1 Vuelta  |      |
| 13      | Jan Bruins           | Monark   | 2 Vueltas |      |
| 14      | Pierre Metzger       | Derbi    | 2 Vueltas |      |
| 15      | Armando López-Mateos | Derbi    | 2 Vueltas |      |
| 16      | Guido Mancini        | Ringhini | 2 Vueltas |      |
| 17      | Josef Kullmer        | Derbi    | 3 Vueltas |      |
| 18      | Juan Bordons         | Derbi    | 3 Vueltas |      |
| 19      | Jerôme van Haeltert  | Kreidler | 3 Vueltas |      |
| 20      | Joaquim Galí         | Derbi    | 3 Vueltas |      |
| 21      | Günter Schirnhofer   | Maico    | 3 Vueltas |      |
| Ret     | Claudio Lusuardi     | Villa    | Ret       |      |
| Fuente: |                      |          |           |      |